# Bouchard V de Vendôme
Pour les articles homonymes, voir Bouchard de Vendôme.
Bouchard V de Vendôme (mort en 1271), comte de Vendôme (1249-1271) de la maison de Montoire-Vendôme, fils de Pierre et de Gervaise de Mayenne.
Il épousa Marie de Roye fille de Raoul II de Roye, et eut :
- Jean V ;
- Bouchard, seigneur de Bonnevau ;
- Pierre, chanoine de Tours (mort en 1311) ;
- Aliénor, mariée à Bouchard VII, baron de L'Île-Bouchard.
- Philippa, (née vers 1250) Dame de Lassay (53, Lassay-les-Châteaux)

Il participa activement aux expéditions de son suzerain Charles Ier, roi de Naples et comte d'Anjou, en Hainaut, Italie et Sicile.
Il accompagna également Saint Louis en Croisade et meurt de la peste à Tunis en 1271. Son corps est rapporté à Vendôme où il est enterré dans la collégiale Saint-Georges du château de Vendôme